# Loma Prieta
Loma Prieta ist ein Berg im kalifornischen Santa Clara County. Mit 1155 m Höhe ist er der höchste Berg der Santa Cruz Mountains an der Pazifikküste. Sein Name kommt aus dem Spanischen und bedeutet etwa „Dunkler Hügel“. Der Gipfel ist über eine unbefestigte Straße erreichbar und Standort zahlreicher Sendeanlagen. Vom Loma Prieta aus entdeckte der Amateurastronom Don Edward Machholz mehrere Kometen, darunter 96P/Machholz.
Nach dem Loma Prieta wurde das Loma-Prieta-Erdbeben 1989 benannt. Dessen Epizentrum befand sich wenige Kilometer vom Berggipfel entfernt.